# Макпик, Холли
Холли Макпик (англ. Holly McPeak; род. 15 мая 1969, Манхэттен-Бич, Калифорния, США) — американская волейболистка. Легенда пляжного волейбола. Бронзовый призёр Олимпиады 2004 года в Афинах по пляжному волейболу (вместе с Элейн Янгс) и вице-чемпионка мира 1997 года. № 1 по призовым среди американских волейболисток.

## Биография
Холли Макпик родилась в Манхэттен-Бич (штат Калифорния). У неё есть брат-близнец Гари и сестра Кэти. Выступать в профессиональных турнирах по пляжному волейболу Холли начала с 1987 года.
Холли сначала училась в Университете Бэркли, где была признана новичком года, затем в УКЛА. В 1990 году уже в составе УКЛА победила в национальном чемпионате и была выбрана в первую команду лиги. Холли принадлежит рекорд лиги в 2192 передач за сезон (1990). Холли закончила УКЛА с дипломом бакалавра по английской литературе.
После окончания университета Холли начала активно участвовать в профессиональных турнирах. В 1993 году она выиграла свой первый профессиональный турнир, в этом же сезоне победила в чемпионате AVP и была признана самым полезным игроком. В дальнейшем она играла в турнирах различных ассоциаций профессионального волейбола. В 1996 году пляжный волейбол стал олимпийским видом спорта, и Холли вместе с Нэнси Рено заняли 5-е место в олимпийском турнире в Атланте. В 2000 году в Сиднее уже вместе с Мисти Мэй заняли опять 5-е место. В июне 2004 года Холли в команде с Элайн Янгз выиграла турнир в своём родном городе Манхэттен-Бич и установила рекорд в 68 турниров. В 2004 году в в Афинах вместе с Элайн Янгз стала бронзовым призёром Олимпиады.
30 октября 2009 года Холли Макпик была принята в волейбольный Зал славы в Холиоке.
Холли замужем за Леонардо Армато (англ. Leonard Armato), у них двое сыновей, Энтони и Элио. Они живут в калифорнийском Манхэттен-Бич. Холли сотрудничает с благотворительными организациями: Международным комитетом Красного Креста, детским госпиталем Лос-Анджелеса, Паралимпийским комитетом. Она также является рекламным агентом таких торговых марок, как Speedo, Wilson, Aquafina, Red Bull и др.

## Награды
- Олимпийская бронзовая медаль Афин 2004
- AVP Лучший защитный игрок 2002, 2003, 2004
- AVP Самый полезный игрок 1993
- AVP Outstanding Achievement 2004
- BVA Лучший защитный игрок 2000
- BVA Самый полезный игрок 2000
- WPVA Лучший защитный игрок 1995, 1996, 1997
- WPVA Самый полезный игрок 1995, 1996
- WPVA Новичок года 1991